# Mücver
Mücver és un plat tradicional de la cuina turca on l'ingredient bàsic és el carabassó (ratllat i fregit). Els altres ingredients són: ous remanats, cebolli, un got de farina de blat, julivert, una mica d'anet, sal i pebre. Algunes receptes inclouen també llavors de sèsam o formatge. Aquest plat es pot menjar amb iogurt com acompanyament o amb te turc a l'esmorzar.
Un crític de gastrononomia en Washington D.C. qualifica mücver com un plat addictiu.